# Orchis plessidiaca
Orchis plessidiaca är en orkidéart som beskrevs av Jany Renz. Orchis plessidiaca ingår i släktet nycklar, och familjen orkidéer. Inga underarter finns listade i Catalogue of Life.